# Herbert Daniel (Physiker)
Herbert Daniel (* 30. März 1926 in Treptow an der Rega; † 18. Februar 2019) war ein deutscher Experimentalphysiker, ordentlicher Professor und Direktor des Instituts für Kernphysik und Nukleare Festkörperphysik an der Technischen Universität München.

## Leben
Herbert Daniel, Sohn von Marie Daniel, geborene Rottschalk, und des Lehrers Herbert Daniel, wurde 1943 als Flakhelfer eingezogen und 1944 zur Wehrmacht. Nach dem Abitur studierte er Physik ab 1947 in Heidelberg, wo er 1954 bei Walther Bothe mit einer Dissertation zur Konstruktion eines magnetischen Doppellinsen-β-Spektrometers und der β-Zerfall des Mg27 zum Dr. rer. nat. promoviert wurde. Von 1954 bis 1958 war er am Max-Planck-Institut für medizinische Forschung und von 1959 bis 1965 am Max-Planck-Institut für Kernphysik in Heidelberg tätig. Dazwischen forschte er von 1958 bis 1959 am Institute of Atomic Research der Iowa State University in Ames (Iowa). 1961 habilitierte er sich in Heidelberg. 1966 bis 1968 war er am CERN in Genf. 1968 wurde er auf den Lehrstuhl für Experimentalphysik der Technischen Universität München berufen und lebte von da an in Ismaning. 1974, 1976 und 1980 war er in Los Alamos (Neu-Mexiko) am LAMPF (Los Alamos Meson Physics Facility, jetzt: Los Alamos Neutron Science Center), 1979 am Institut Laue-Langevin in Grenoble (Frankreich). 1978 war er Berater der International Atomic Energy Agency in Wien.
Daniel arbeitete zuerst im Bereich der Kernphysik. Er vermaß mit von ihm neu konstruierten präzisen Betaspektrometern die Beta-Zerfallsspektren von Atomkernen. Später führte er am CERN und am Paul Scherrer Institut im Schweizer Villigen Experimente zu myonischen, pionischen und antiprotonischen Atomen (unter anderem auch zur myoneninduzierten Kernfusion) durch. Sein Interesse erstreckte sich jedoch auf ein weites Themenspektrum in der Physik, was sich in seinen Lehrbuchveröffentlichungen zeigt. Nach seiner Emeritierung 1994 befasste er sich unter anderem mit Forschungen zu alternativen Kraftwerkstypen.
Er veröffentlichte auch einen Gedichtband: Verdichtungen. Alte Verse – Neugemacht und neu gedacht.
Herbert Daniel war evangelisch, ab 1971 mit Gisela Daniel, geborene Bähre, verheiratet und hatte zwei Kinder (Dirk und Silke).

## Schriften
- Beschleuniger. Teubner, Stuttgart 1974, ISBN 3-519-03029-2.
- Physik. De Gruyter, Berlin 1997–1998
  - Bd. 1: Mechanik, Wellen, Wärme, 1997, ISBN 3-11-010231-5.
  - Bd. 2: Elektrodynamik, Relativistische Physik, 1997, ISBN 3-11-010232-3.
  - Bd. 3: Optik, Thermodynamik, Quanten, 1998, ISBN 3-11-014630-4.
  - Bd. 4: Atome, Festkörper, Kerne, 1998, ISBN 3-11-014631-2.